# Spirits Burning
Spirits Burning is een muziekcollectief uit San Francisco, eind jaren 80; een eerdere naam van de band is Kameleon. Leider in het begin was Don Falcone.
Hun eerste opname is een cover van een compositie van King Crimson, Red. Het staat op een tributemuziekalbum Schizoid dimension (1997). Daarna toert men in Californië en richt men zich meer en meer op de spacerock, daarbij komt men zowel qua levenswijze als muziek in de buurt van Gong. In 1999 spelen ze een cover van de Moody Blues single The Story in Your Eyes op een tributealbum van die groep. 

## Discografie
- 1997: Schizoid dimension (1 track)
- 1999: New worlds by design
- 2002: Reflections in a radio shower
- 2006: Found in nature
- 2008: Alien Injection
- 2008: Earth Born
- 2009: Our Best Trips: 1998 to 2008
- 2009: Golden Age Orchestra
- 2009: Bloodlines
- 2010: Crazy Fluid
- 2011: Behold the action man
- 2013: Healthy music in large doses (met Clearlight)
- 2014: Make believe it real (met Bridget Wishart)
- 2016: The roadmap in your head (met Clearlight)
- 2021: The hollow lands (met Michael Moorcock)
- 2021: Evolution ritual